# Дужки Пуассона

Дужками Пуассона в класичній механіці називається вираз
{\displaystyle \{\varphi ,g\}=\sum _{i=1}^{N}\left({\frac {\partial \varphi }{\partial p_{i}}}{\frac {\partial g}{\partial q_{i}}}-{\frac {\partial \varphi }{\partial q_{i}}}{\frac {\partial g}{\partial p_{i}}}\right),}
де {\displaystyle \varphi } й {\displaystyle g} — будь-які функції
узагальнених координат {\displaystyle q_{i}} та узагальнених імпульсів
{\displaystyle p_{i}},
{\displaystyle N} — кількість ступенів свободи системи.

Пуассонова дужка є класичним аналогом квантового комутатора.

## Властивості
Властивості що випливають безпосередньо з математичного означення:
{\displaystyle \{f,g\}=-\{g,f\}}
{\displaystyle \{\alpha f+\beta g,h\}=\alpha \{f,h\}+\beta \{g,h\}}
{\displaystyle {\frac {\partial }{\partial t}}\{f,g\}=\{{\frac {\partial f}{\partial t}},g\}+\{f,{\frac {\partial g}{\partial t}}\}}
{\displaystyle \{fg,h\}=\{f,h\}g+f\{g,h\}}
{\displaystyle \{f,\{g,h\}\}+\{g,\{h,f\}\}+\{h,\{f,g\}\}=0} — тотожність Якобі 

Важливою властивістю дужок Пуасона є їх інваріантність відносно канонічних перетворень — тобто відносно переходу до нового набору канонічних змінних {\displaystyle Q_{1},...,P_{N}}
{\displaystyle \{\varphi ,g\}=\sum _{i}^{N}\left({\frac {\partial \varphi }{\partial P_{i}}}{\frac {\partial g}{\partial Q_{i}}}-{\frac {\partial \varphi }{\partial Q_{i}}}{\frac {\partial g}{\partial P_{i}}}\right),}
Якщо одна з функцій збігається з узагальненим імпульсом або координатою, тоді отримаємо:
{\displaystyle \{f,q_{i}\}={\frac {\partial f}{\partial p_{i}}}}
{\displaystyle \{p_{i},g\}={\frac {\partial g}{\partial q_{i}}}}
Якщо замінити і другу фунцію
{\displaystyle \{q_{j},q_{i}\}=\{p_{j},p_{i}\}=0}
{\displaystyle \{p_{j},q_{i}\}=\delta _{ji}}
Останні три тотожності — умова канонічності набору змінних {\displaystyle q_{1},...,p_{N}}
Кожен інтеграл руху {\displaystyle \psi } повинен задовільняти рівнянню
{\displaystyle {\frac {\partial \psi }{\partial t}}+\{\psi ,H\}=0}.

У випадку, коли {\displaystyle \psi } не залежить від часу явно,
{\displaystyle \{H,\psi \}=0}
Зокрема, з огляду на теорему Ліувілля густина станів у фазовому просторі {\displaystyle \rho }
повинна задовільняти рівнянню Ліувілля
{\displaystyle {\frac {\partial \rho }{\partial t}}+\{\rho ,H\}=0}.